# Daniel W. Stroock
Daniel Wyler Stroock, né le 20 mars 1940 à New York et mort le 13 mars 2025, est un mathématicien américain qui travaille dans la théorie des processus stochastiques.

## Biographie
Stroock obtient son diplôme undergraduate à l'université Harvard en 1962 et son Ph. D. à l'université Rockefeller en 1966, sous la direction de Henry McKean et de Mark Kac avec une thèse intitulée « Some Applications of Probability Theory to Partial Differential Equations ».  De 1968 à 1972 il est professeur assistant au Courant Institute of Mathematical Sciences ; en 1972, il est professeur assistant l'université du Colorado à Boulder où il devient professeur en 1975. À partir de 1984 il est professeur, et  à partir de 1992 Simons Professor  au Massachusetts Institute of Technology. Depuis 1985 il est aussi professeur à l'université normale de Pékin. Il a été professeur invité entre autres à l'École polytechnique de Zurich, à Paris et à Louvain.

## Travaux
Stroock est connu pour ses travaux avec Srinivasa Varadhan, à la fin des années 1960 et au début des années 1970 sur les solutions en martingales d'équations différentielles stochastiques qui font progresser l'approche analytique (existence, unicité et convergence) des processus de diffusion (en) ; pour ces travaux ils ont obtenu le prix Leroy P. Steele « pour une contribution majeure en recherche » en 1996.

## Prix et bourses, sociétés savantes
Stroock est Guggenheim Fellow en 1978-1979. Stroock est membre de l'Académie nationale des sciences,, de l'American Academy of Arts and Sciences et de l'Académie polonaise des arts et sciences de Cracovie. En 2012 il devient Fellow de l'American Mathematical Society. En 1983 il est conférencier invité au congrès international des mathématiciens de Varsovie  (Stochastic analysis and regularity properties of certain partial differential operators). Er ist Fellow der American Mathematical Society.

## Citation
« Mathematics is one, and possibly the only, human endeavor for which there is a widely, if not universally, recognized criterion with which to determine truth. For this reason, mathematicians can avoid some of the interminable disputes which plague other fields. On the other hand, I sometimes wonder whether the most interesting questions are not those for which such disputes are inevitable,.
 »

## Publications (sélection)
Articles
- [1973] « On a conjecture of M. Kac », Bull. Amer. Math. Soc., vol. 79, no 4,‎ 1973, p. 770–775 (DOI 10.1090/s0002-9904-1973-13309-9, MR 0322345)
- [1985] (avec Andrzej Korzeniowski), « An example in the theory of hypercontractive semigroups », Proc. Amer. Math. Soc., vol. 94, no 1,‎ 1985, p. 87–90 (DOI 10.1090/s0002-9939-1985-0781062-0, MR 781062)
- [1996] « Gaussian measures in traditional and not so traditional settings », Bull. Amer. Math. Soc. (N.S.), vol. 33, no 2,‎ 1996, p. 135–155 (DOI 10.1090/s0273-0979-96-00655-6, MR 1362627)

Ouvrages
- [1979] (avec S. R. S. Varadhan), Multidimensional diffusion processes, Springer-Verlag, 1979[10]; réimpressions 1997, 2006
- [1984] An introduction to the theory of large deviations, Springer-Verlag, 1984[11]
- [1984] (avec Jean-Dominique Deuschel), Large deviations, Academic Press, 1989 (présentation en ligne)[12]; réimpression 2001
- [1990] A Concise Introduction to the Theory of Integration, Springer-Verlag Birkhäuser, 1998, 262 p. (ISBN 978-0-8176-4073-6, présentation en ligne), 2e édition 1994; 1re édition 1990.
- [1993] Probability theory : an analytic view, Cambridge University Press, 1993 (présentation en ligne)[13]. Nouvelle édition 2010  (ISBN 9781139494618), 536 pages.
- [2000] An Introduction to the analysis of paths on a Riemannian manifold, American Math. Soc., coll. « Mathematical surveys and monographs » (no 74), 2000, 269 p. (ISBN 978-0-8218-2020-9, présentation en ligne).
- [2003] Markov Processes from K. Itô's Perspective, Princeton University Press, coll. « American Society of International Law Series » (no 155), 2003, 267 p. (ISBN 978-0-691-11543-6, présentation en ligne).
- [2005] An Introduction to Markov processes, Springer-Verlag, 2005 (présentation en ligne)
- [2011] (en) Essentials of integration theory for analysis, vol. 262 de Graduate Texts in Mathematics, New York, Springer Science & Business Media, 2011, 244 p. (ISBN 978-1-4614-1135-2, lire en ligne)
- [2013] Mathematics of probability, Ameerican Math. Soc., 2013 (présentation en ligne)